# Pavetta obanica
Pavetta obanica är en måreväxtart som beskrevs av Cornelis Eliza Bertus Bremekamp. Pavetta obanica ingår i släktet Pavetta och familjen måreväxter. Inga underarter finns listade i Catalogue of Life.